# 水台镇
水台镇，是中华人民共和国广东省云浮市新兴县下辖的一个乡镇级行政单位。

## 行政区划
水台镇下辖以下地区：
六乡社区、奄村、杜村、良田村、新江村、彭山村、棠下村、石龙岗村、布茅村和布冷村。